# Banc de Hokkaidō
El Banc de Hokkaidō (北海道銀行, Hokkaidō Ginkō) és una entitat bancària japonesa amb seu a Sapporo, Hokkaido fundada l'any 1951. L'entitat és una subsidiària del grup Hokuhoku després que el Banc de Hokuriku es fusionara amb el Banc de Hokkaidō el 2004. El Banc de Hokkaidō compta amb 134 sucursals, de les quals 131 es troben a Hokkaido i les restants repartides entre la regió de Tohoku, Tòquio i Osaka.
El Banc de Hokkaidō fou fundat el 5 de març de 1951 a Sapporo. El 1997, el Banc de Hokkaidō va entrar en conversacions amb el Banc d'Explotació de Hokkaidō per tal de fusionar-se. Aquestes conversacions fracassaren i aquell mateix any el Banc d'Explotació va entrar en fallida, sent adquirit per un altre banc de Hokkaido, el Banc del Pacífic Nord. El 24 de maig de 2002 el Banc de Hokkaidō i el Banc de Hokuriku van acordar col·laborar en els afers comercials. Un any després, el 23 de maig de 2003 les dues entitats van decidir unir-se compartint la direcció de les dues companyies. El setembre de 2004 ambdues entitats van passar a ser subsidiàries del nou grup Hokuhoku.